# アサシン クリード シンジケート
『アサシン クリード シンジケート』 (英: Assassin's Creed Syndicate)は、ユービーアイソフトより北米においては2015年10月23日に、日本においては2015年11月12日に発売されたゲームソフト。アサシン クリードシリーズ9作目の作品で、2014年に発売された『アサシン クリード ユニティ』の続編となる。2025年現在、メインシリーズ中最も新しい時代を舞台としている。

## 概要
舞台は1868年、産業革命期ヴィクトリア朝のロンドン。犯罪組織を支配しようとする体制側であるテンプル騎士団に対して各組織をまとめ上げて対抗しようとするジェイコブ・フライとエヴィー・フライの双子が主人公となる。ゲームプレイでは既存の三人称視点のワールド探査が踏襲されているが、移動・戦闘・ステルスシステムの刷新が図られている。マルチプレイは含まれない。

## 登場人物
声は日本語版キャスト。

### アサシン
ジェイコブ・フライ (Jacob Frye)
声：平川大輔
主人公の1人で双子のフライ姉弟の弟。派手に暴れる事を好む猪突猛進な性格。無鉄砲で一見いい加減な様だが、内には強い正義感も秘めている。専用スキルも直接戦闘向き。
ロンドンをテンプル騎士団から解放するため、アサシン教団配下のギャング「ルークス」を結成。ジェイコブのメインミッションはロンドン各地で市民を苦しめる騎士団の手先と対決していく内容が多い。反面、エヴィーの「エデンのかけら」探索にはあまり興味が無い。
エヴィー・フライ (Evie Frye)
声：嶋村侑
主人公の1人で双子のフライ姉弟の姉。つねに冷静沈着で慎重・論理的と、弟のジェイコブとは正反対。専用スキルもステルス特化。
エヴィーのメインミッションは、教団と騎士団両者が追う「エデンのかけら」を追って騎士団と対決していく。反面、ジェイコブのルークスによる騎士団との対決は「無駄で混乱を招くだけのもの」と断ずる。
ヘンリー・グリーン (Henry Green)
声：細谷佳正
アサシン。ロンドンで骨董品店主をしながらアサシンとして活動している。インド人であり、『クロニクル インディア』の主人公アルバーズ・ミアの息子。
アサシンとしての知識と腕は確かなものがあり、フライ姉弟に協力者を紹介する等顔も広いが、本人曰く「フィールドワークは苦手」という事でミッションに同行する事は殆どない。
ジョージ・ウェストハウス (George Westhouse)
フライ姉弟の上司。フライ姉弟の親であるイーサンとセシリーに強盗から救われアサシン教団に入団した。冒頭でフライ姉弟に任務を言い渡すが、二人が勝手にロンドンへ行ったためその後の出番はない。

### ロンドンの人々
フレデリック・アバーライン (Frederick Abberline)
声：興津和幸
ロンドン警視庁の刑事。変装の名人。
クララ・オディー (Clara O'Dea)
孤児の少女。上流階級世帯の使用人の家に生まれた。同じ様な境遇の子供たちを集め実業家としての才覚を見せる。
アレクサンダー・グラハム・ベル (Alexander Graham Bell)
声：寸石和弘
スコットランド出身の発明家。フライ姉弟に役立つ発明品を渡してくれる。
偏向報道を行うスターリック電信会社と敵対している。
ネッド・ワイナート (Ned Wynert)
泥棒で窃盗専門の犯罪組織の一員。ブライターズ排除のためにフライ姉弟に協力する。
ロバート・イグナティウス・トッピング (Robert Ignatius Topping)
ギャンブルの胴元。子供の頃サーカスで過ごした経験があり軽業師や道化師、舞台監督などの知識を持つ。
アグネス・マクベイン (Agnes MacBean)
主人公たちの拠点となる列車の管理人。テンプル騎士に弱みを握られブライターズの元で働かされていた。
ナイジェル・バンブル (Nigel Bumble)
アサシン教団配下のギャング「ルークス」の一員。ルークスに入るためにアグネスを尾行していた。
チャールズ・ディケンズ (Charles Dickens)
声：佐々木睦
小説家。ゴーストクラブの会員として都市伝説の調査をフライ姉弟に依頼する。
チャールズ・ダーウィン (Charles Darwin)
声：板取政明
自然科学者。ロンドン内部にはびこる薬物への対処をフライ姉弟に依頼する。
リチャード・オーウェン (Richard Owen)
生物学者。ダーウィンとは仲が悪い。
カール・マルクス (Karl Marx)
プロイセン出身の哲学者。産業革命下のロンドンで搾取に苦しむ労働者のため、労働組合の結成の準備をしており、その協力をフライ姉弟に依頼する。
フローレンス・ナイチンゲール (Florence Nightingale)
看護師。倒れたクララをランベス病院で看護した。
ベンジャミン・ディズレーリ (Benjamin Disraeli)
声：岩崎ひろし
イギリス首相。腐敗防止法を通そうとしてテンプル騎士団に命を狙われる。
メアリー・アンナ・ディズレーリ (Mary Anne Disraeli)
声：谷育子
首相夫人。浮世離れしているようで聡明で強かな女性。デズモンドという名の犬を飼っている。
ウィリアム・グラッドストン (William Gladstone)
自由党党首。ディズレーリや女王からは嫌われている。
ドゥリープ・シング (Duleep Singh)
声：佐野康之
シク王国の最後の君主。イギリスの植民地インドを解放するために議員たちと交渉を重ねている。DLC「最後のマハラジャ」では、インドの財宝を取り戻すために東インド会社と対決する。
ヴィクトリア女王 (Queen Victoria)
声：定岡小百合
イギリス女王及びインド女帝。テンプル騎士団の陰謀からロンドンを守ったフライ姉弟にガーター勲章を与えた。
ヘンリー・レイモンド (Henry Raymond)
作家。DLC「凶悪犯罪」に登場。ロンドンで起こる凶悪犯罪を捜査し、その内容をもとに三文小説（ペニー・ドレッドフル）を執筆している。
アーティ (Artie)
9歳の少年。DLC「凶悪犯罪」に登場。レイモンドと共にロンドンで起こる凶悪犯罪を捜査する。実は少年時代のある作家。
ブリンリー・エルズワース (Brinley Ellsworth)
ドゥリープ・シングの友人。DLC「最後のマハラジャ」に登場。

### 敵対組織の人物
クロフォード・スターリック (Crawford Starrick)
声：手塚秀彰
テンプル騎士団のロンドン支部長。世界の中心であるロンドンを裏から支配することで世界を支配することを狙う。
ルパート・フェリス (Rupert Ferris)
声：[[]]
テンプル騎士。フェリス製鉄所の経営者。
デイビット・ブルースター (David Brewster)
声：[[]]
テンプル騎士。科学者。
ジョン・エリオットソン (John Elliotson)
声：[[]]
テンプル騎士。医者。
飲んだ人間の思考力を奪い従順にする沈静シロップを生産していた。
ルーシー・ソーン (Lucy Thorne)
声：[[]]
テンプル騎士。スターリックの片腕でエデンの秘宝の捜索担当。オカルト研究家。
マルコム・ミルナー (Malcolm Millner)
声：[[]]
スターリック配下の運送会社ミルナー社の社長。アタウェイ運輸とは競合関係にある。
パール・アタウェイ (Pearl Attaway)
声：[[]]
テンプル騎士。アタウェイ運輸の経営者。スターリックの従妹。
スターリックの気を引くためにジェイコブを騙しマルコムの暗殺を依頼した。
フィリップ・トゥーペニー (Philip Twopenny)
声：[[]]
テンプル騎士。銀行総裁。自分の銀行に強盗を働き資金をテンプル騎士団に貢いでいた。
マクスウェル・ロス (Maxwell Roth)
声：[[]]
アサシン教団と敵対するギャング「ブライターズ」のリーダー。自由を愛しテンプル騎士団の管理を徹底するやり方に反感を覚える。ジェイコブと意気投合しテンプル騎士団を裏切るが、騎士団配下の工場を爆破する際に子供達を巻き込もうととしたためジェイコブと決裂した。
第7代カーディガン伯爵ジェームズ・トーマス・ブルデネル (James Thomas Brudenell, 7th Earl of Cardigan)
声：[[]]
テンプル騎士。ディズレーリの腐敗防止法に反対する政治家。軽騎兵部隊の指揮官だった人物で軍服を着ている。
功を焦る気持ちから首相暗殺を企てた。
バネ足ジャック (Spring-heeled Jack)
声：[[]]
ロンドンを騒がせる都市伝説の怪人。

### 現代
ショーン・ヘイスティング (Shaun Hastings)
アサシン。『II』から登場。アサシン教団の歴史学者・分析者であり、プレイヤーが遭遇した人物や出来事のデータベースを執筆する。本作ではレベッカと共に「先駆者」の秘宝「エデンの布」を追う。
レベッカ・クレイン (Rebecca Crane)
アサシン。『II』から登場。技術者であり、アサシン教団独自のアニムスを製作したことがある。
ビショップ (Bishop)
アサシン教団の協力者。『ユニティ』から登場。教団に協力するハッカー集団「入門者(Initiates)」を指導する、謎の多い人物。
ガリナ・ヴォロニナ (Galina Voronina)
マスターアサシン。ショーン達を支援する。
イザベル・アーダント (Isabelle Ardant)
テンプル騎士。アブスターゴ歴史研究社の歴史学者。テンプル騎士団の重要人物からなる集団「至聖所(Inner Sanctum)」の一員。アブスターゴが持つ遺伝子記憶の管理とアーカイブ化を担当する。
アルヴァーロ・グラマティカ (Álvaro Gramática)
テンプル騎士。「至聖所」の一員。アブスターゴ・フューチャー・テクノロジー社で、「先駆者」を復活させる計画「フェニックス・プロジェクト」を進める。
ユハニ・オッツォ・ベルグ (Juhani Otso Berg)
テンプル騎士団の上級騎士。『ローグ』から登場。アサシンを追う部隊「シグマチーム」のリーダー。
ヴァイオレット・ダ・コスタ (Violet da Costa)
テンプル騎士。『ローグ』から登場。「シグマチーム」の技術者。
ジュノー (Juno)
先駆者の一員。肉体を持たない存在。ニューヨーク州の森の中にある遺跡「大神殿」に封印されていたが『III』でデズモンド・マイルズらによって解放された。現在は電子ネットワーク上に精神のみの存在として生き続けており、ジュノーを崇拝する人間達からなる教団「最初の意思の使徒(Instruments of the First Will)」を操っている。
コーンスス (Consus)
先駆者の一員。「博識の神」を名乗っているが、ジュノーによれば科学者だった。身に着けた者の肉体の損傷を治療する「エデンの布」の発明者。死を逃れるために自らの精神を「エデンの布」にアップロードしたが、そこから脱出することが出来なくなってしまった。ジュノーはコーンススの研究を完成させて、自らの精神をデジタル化することに成功した。

### 第一次世界大戦
1916年、第一次世界大戦中のロンドンを描くストーリーの登場人物。
リディア・フライ (Lydia Frye)
アサシン。ジェイコブの孫であり、祖父のジェイコブと大叔母のエヴィーに育てられた。戦時下のタワーブリッジを拠点に、ドイツのスパイ達を相手に戦う。
ウィンストン・チャーチル (Winston Churchill)
政治家。ロンドンに潜む謎の集団の壊滅をリディアに依頼する。

### 切り裂きジャックの関係者
本編から20年後の1888年のロンドンを舞台とするDLC「切り裂きジャック」の登場人物。
切り裂きジャック (Jack the Ripper)
声：小川輝晃
連続殺人鬼。ホワイトチャペルの娼婦たちを殺害し、ロンドン市民を恐怖させる。
ネリー (Nellie)
娼婦。アサシン教団の協力者。切り裂きジャックに殺害された娼婦達の友人。
オルウィン・オウワーズ (Olwyn Owers)
娼館の経営者。切り裂きジャックの協力者。
アーサー・ウィーヴァースブルック (Arthur Weaversbrook)
新聞社の経営者。切り裂きジャックから送られた手紙を警察に提供したことで命を狙われる。
ジョン・ビリングワース (John Billingsworth)
看守長。切り裂きジャックの協力者。デプトフォードにあるジャックの私設監獄に勤める。

## 舞台
ロンドン
- ホワイトチャペル
- シティ・オブ・ロンドン - セント・ポール大聖堂、キャノン・ストリート駅など
- テムズ - ロンドン橋、ウェストミンスター橋など
- サザーク - ウォータールー駅、ロンドン・ブリッジ駅など
- ランベス - ランベス宮殿、ランベス病院（英語版）など
- ストランド - スコットランド・ヤード、チャリング・クロス駅、トラファルガー広場など
- ウェストミンスター - 国会議事堂、ビッグ・ベン、バッキンガム宮殿など
- ロンドン塔
- タワーブリッジ - 第一次世界大戦のストーリーに登場。

その他
- クロイドン - 序盤のみ登場。
- デプトフォード（英語版） - DLC「切り裂きジャック」に登場。